# Aesculus chinensis
Aesculus chinensis es una especie de arbusto perteneciente a la familia de las sapindáceas. Es originaria de Asia.

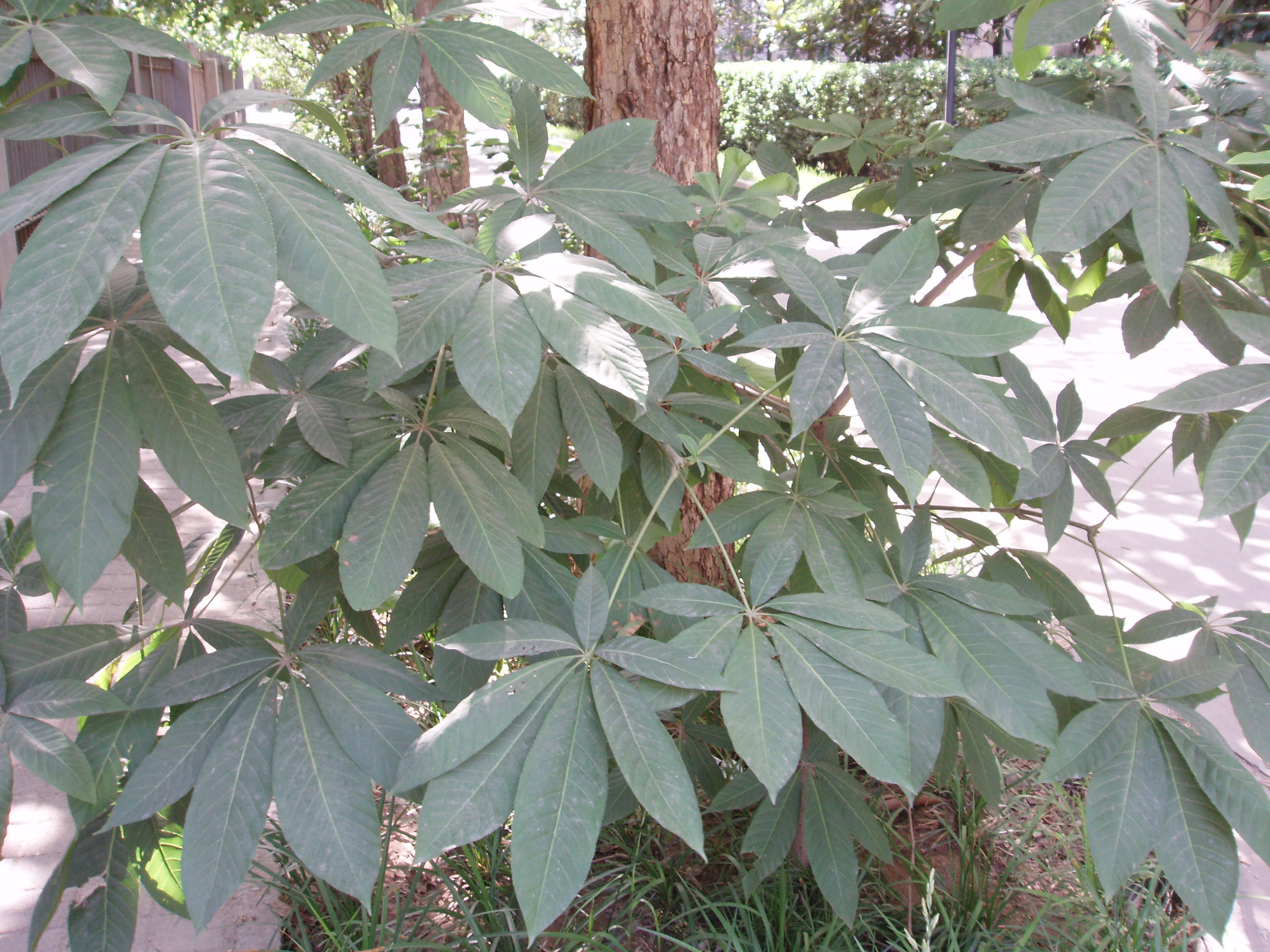
Hojas.

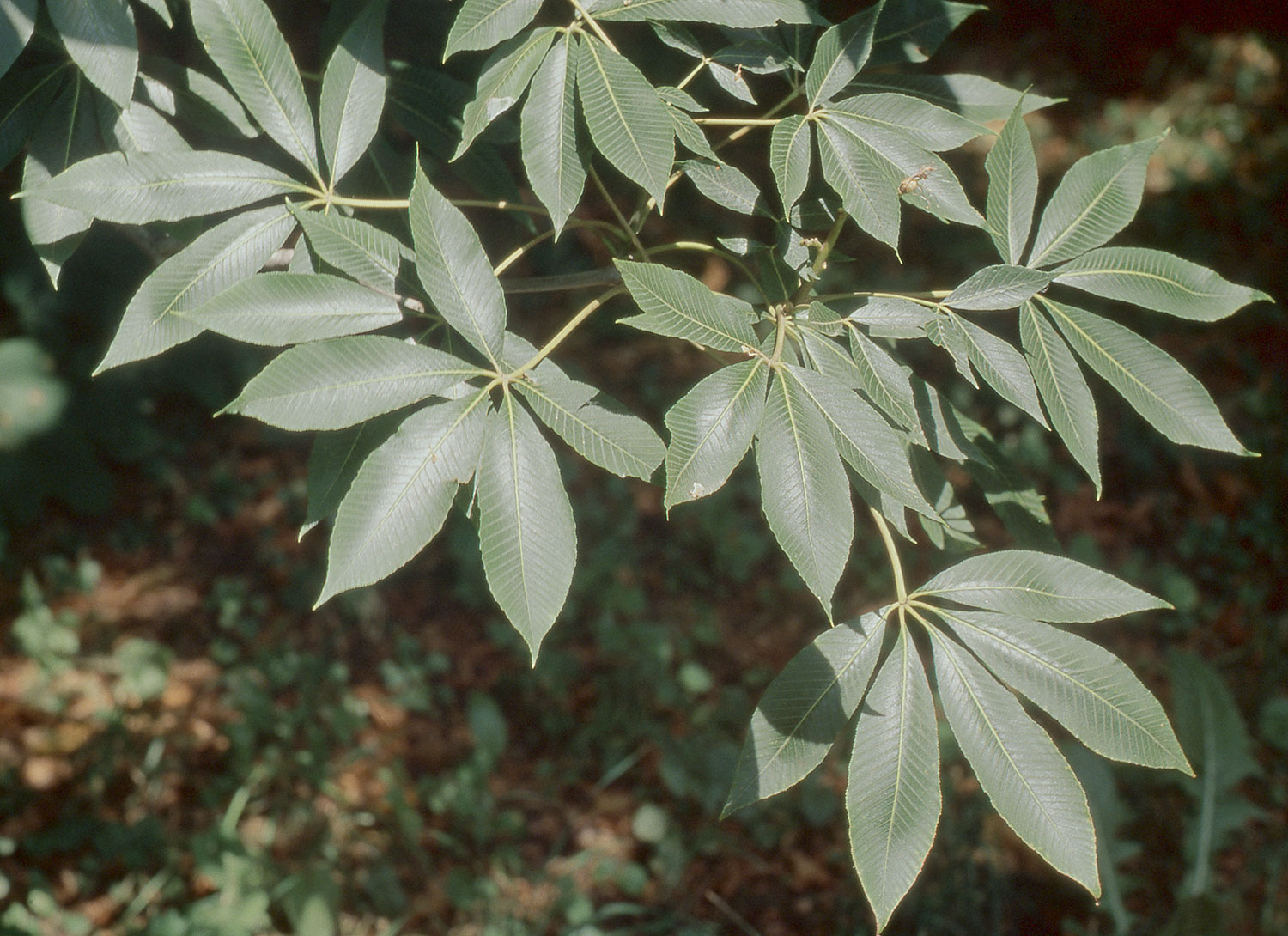
Hojas

## Descripción
Son árboles que alcanzan un tamaño de 25 m de altura, con las ramillas glabras o puberulentas a densamente vellosas cuando jóvenes. Con pecíolo de 7-15 cm, de color gris; la lámina de la hoja 5-7 (-9) folioladas; peciólulos 0,5-2,5 (-3) cm, de color gris; los folíolos oblongo-lanceolados, oblongos, oblongo-oblanceolados, u oblongo-obovados, de 8-25 (-30) × 3-8.5 (-10.5) cm, glabros abaxialmente, tomentoso grisáceos en las venas (a veces solo cuando son jóvenes), o ± uniformemente tomentoso grisáceos o cuneados vellosos, la base redondeada o ligeramente cordada, serrulado el margen o crenulado serrulado, el ápice abruptamente acuminado; con venas laterales en 13-25 parejas. La inflorescencia puberulenta o glabra, en pedúnculo de 5-10 cm; con 5-10 flores. Las flores son fragantes. Los pétalos en número de 4, de color blanco, con manchas amarillas, subiguales. El fruto es una cápsula de color marrón amarillento, ovoide, globosa, obovoide o piriforme, de 3-4.5 cm. Semillas 1 o 2, marrón, globosas o subglobosas, de 2-3.5 cm de diámetro.

## Distribución y hábitat
Se encuentra en  los bosques de frondosas, cerca de los arroyos en bosques altos y sombríos, en bosques, matorrales, laderas de las montañas y colinas, barrancos, caminos, también se cultiva, por debajo de 2000 (-2300) m. Nativas en Chongqing, Gansu, Guangdong, Guizhou, Henan, Hubei, Hunan, Jiangxi, Shaanxi, Sichuan, Yunnan y  cultivada en Hebei, Henan, Jiangsu, Shaanxi, Shanxi y Zhejiang.

## Taxonomía
Aesculus chinensis fue descrita por Alexander von Bunge y publicado en Mémoires Presentes a l'Académie Impériale des Sciences de St.-Pétersbourg par Divers Savans et lus dans ses Assemblées 2: 84, en el año 1833.
Etimología
Aesculus: nombre genérico latino dado por Linneo en 1753 y 1754, a partir del Latín antiguo aesculus, -i, el roble, lo que es sorprendente, aunque en los numerosos autores de la antigüedad que lo usaron, Plinio el Viejo precisa en su Historia naturalis (16, 11) que es uno de los árboles que producen bellotas ("Glandem, quae proprie intellegitur, ferunt robur, quercus, aesculus, ..."  -La bellota propiamente dicha viene del roble, del aesculus, ...) y, quizás de allí proviene la confusión, pues las castañas de india tienen un lejano y superficial parecido con la bellotas por su piel dura y su carne firme y amarillenta.
chinensis: epíteto geográfico que alude a su localización en China.
variedades aceptadas
- Aesculus chinensis var. chekiangensis (Hu & W.P.Fang) W.P.Fang
- Aesculus chinensis var. wilsonii (Rehder) Turland & N.H.Xia

Sinonimia
- Pawia chinensis Kuntze[3]